# Allium przewalskianum
Allium przewalskianum är en amaryllisväxtart som beskrevs av Eduard August von Regel. Allium przewalskianum ingår i släktet lökar, och familjen amaryllisväxter. Inga underarter finns listade i Catalogue of Life.